# 우베 프리드리히젠
우베 프리드리히젠(독일어: Uwe Friedrichsen, 1934년 5월 27일~2016년 4월 30일)은 독일의 배우이다.

## 생애
1934년 현재 함부르크 속한 알토나에서 태어났다. 중학교 졸업 후 도자기 제작 기술 훈련을 받았으나 동시에 함부르크 민중고등학교에 진학하여 연극을 배웠다. 이후 부모의 반대를 무릅쓰고 배우의 길을 걷기 위해 부두 노동과 신문 배달일을 하면서 아마추어 연극 연기에 도전했다.
1953년 마르쿠스 숄츠 등의 동료와 함께 함부르크의 작은 극장 테아터 53을 설립했으며 이 곳에서 볼프강 보르헤르트나 어니스트 헤밍웨이의 작품을 바탕으로 한 연극 공연을 했다. 1956년에는 구스타프 그뤼드겐스가 이끄는 독일 국립극장 극단에 입단하여 계속 연극 배우로 활동했다.
1957년에는 빌리 포르스트가 감독을 맡은 《변명이 안되는 시간》에 출연하면서 영화 배우로 데뷔했다.
2016년 함부르크에서 뇌종양으로 사망했다.